# 聖克魯茲作業
聖克魯茲作業（英語：Santa Cruz Operation，縮寫為SCO），美國軟體公司，位於美國加州聖克魯茲。創立於1979年，它主要業務在於銷售運行在Intel x86架構上的UNIX軟體與提供顧問，著名產品有Xenix、SCO UNIX（稍後改名為SCO OpenServer）、與UnixWare。埃里克·雷蒙在《Unix编程艺术》一書中，稱其為「第一間UNIX公司」。
2001年，將其SCO商標，與其旗下的UNIX產品及業務，出售給Caldera Systems，剩下的部份改名為塔蘭泰拉公司（Tarantella, Inc.）。Caldera之後改名為SCO Group。
2005年，塔蘭泰拉公司被昇陽電腦以2500万美元收购。

## 歷史
聖克魯茲作業公司，由道格·米歇爾斯（Doug Michels）與其父拉里·米歇爾斯（Larry Michels）創立，於1979年1月登記成立。它以UNIX移植，與提供軟體顧問為主要業務。
1983年，它將Xenix移植到Intel 8086處理器上，並獲得微軟公司的授權，開始販售可在IBM PC XT上運作的Xenix 1.0版。1986年，收購了英國Logica公司的軟體部門，建立了歐洲總部。
1987年，聖克魯茲作業將Xenix移植到Intel 80386平台上，並同意將25%股份交給微軟公司，以取得販售授權。